# 마리암 모카담
마리암 모카담(페르시아어: مریم مقدم, 영어: Maryam Moqadam, 1970년 ~ )은 이란의 배우이다.